# Hengzhou
Hengzhou léase Jeng-Zhóu (en chino, 横州市; pinyin, Héngzhōu shì) es un municipio bajo la administración directa de la Prefectura Nanning en la Región autónoma de Guangxi, República Popular China. Su área es de 3448 km² y su población total para 2022 fue de 900 mil habitantes.
El 3 de febrero de 2021, se abolió el condado Heng (en chino, 横县; pinyin, Héng xiàn) y se estableció la ciudad de Hengzhou bajo su antiguo territorio. Según estimación 2009 el Condado Heng contaba con 1176967 habitantes. 37.4% pertenece al grupo étnico de los Zhuang.

## Administración
El municipio de Hengzhou se divide en 17 pueblos que se administran en 16 poblados y 1 villa.